# Codonoblepharum fasciculatum
Codonoblepharum fasciculatum là một loài rêu trong họ Calymperaceae. Loài này được Hook. & Grev. Dozy & Molk. mô tả khoa học đầu tiên năm 1856.